# Urospermum
Urospermum Scop. – rodzaj roślin z rodziny astrowatych. Obejmuje dwa gatunki występujące w basenie Morza Śródziemnego (południowa Europa, północna Afryka, południowo-zachodnia Azja) oraz na wyspach Makaronezji. Jako introdukowane rośliny te spotykane są także w Kalifornii, w Urugwaju, w południowej Afryce i w Australii.

## Morfologia
PokrójRośliny roczne z włoskami sztywnymi, szczeciniastymi (U. picroides) i byliny miękko owłosione (U. dalechampii). Pędy osiągają do 40, rzadko do 60 cm wysokości, są prosto wzniesione, rozgałęzione w górze.
LiścieSkupione w rozecie przyziemnej i rozmieszczone wzdłuż pędu, w dole skrętoległe, w górze naprzeciwległe. Blaszki dolnych liści pierzastoklapowane, górne liście jajowate  do lancetowatych, ząbkowane lub nie, u nasady obejmujące łodygę.
KwiatySkupione w pojedyncze koszyczki na szczytach pędów, na pędach rozgałęzionych tworzą luźny baldachogroniasty kwiatostan złożony. Okrywy urnowate (rozszerzone w dolnej części), o średnicy ok. 1–2 cm, z listkami (zwykle 7–8, rzadko liczniejszymi) w jednym rzędzie. Dno kwiatostanu nagie – bez plewinek i włosków. Wszystkie kwiaty języczkowe, jasnożółte u U. dalechampii i ciemnożółte u U. picroides.
OwoceNiełupki wydłużone, u dołu rozszerzone, z długim dzióbkiem. Z puchem kielichowym w postaci sztywnych, pierzastych włosków.

## Systematyka
Rodzaj z rodziny astrowatych Asteraceae, podrodziny Cichorioideae, z plemienia Cichorieae i podplemienia Hypochaeridinae. W obrębie podplemienia sytuowany jest w pozycji bazalnej lub w pozycji bazalnej w parze z rodzajem przenęt Prenanthes.
Wykaz gatunków
- Urospermum dalechampii (L.) Scop. ex F.W.Schmidt
- Urospermum picroides (L.) Scop. ex F.W.Schmidt

Powstający w naturze mieszaniec między tymi gatunkami znany jest pod nazwą Urospermum ×siljakii.